# No Place to Go
Pour plus de détails, voir Fiche technique et Distribution.
No Place to Go est un film américain réalisé par Mervyn LeRoy, sorti en 1927.
Le scénario du film est inspiré d'une histoire de Richard Connell parue dans le The Saturday Evening Post en 1924.

## Synopsis
Une jeune femme riche et un employé de banque s'enfuient ensemble lors d'une croisière dans les mers du Sud. Leur disparition suscite des inquiétudes qui sont apparemment justifiées car ils sont attaqués par des sauvages sur une île avant de pouvoir se marier. Le mariage a finalement lieu après leur retour chez eux, mais ils ont alors à faire face à d'autres péripéties.

## Fiche technique
- Réalisation : Mervyn LeRoy
- Scénario : Dwinelle Benthall, Adelaide Heilbron, Rufus McCosh d'après Isles of Romance de Richard Connell[2].
- Producteur : Henry Hobart
- Photographie : George J. Folsey
- Production : Henry Hobart Productions
- Genre : Comédie romantique[3]
- Type : film muet avec intertitres
- Distributeur : First National Pictures
- Durée: 70 minutes
- Date de sortie : 30 octobre 1927

## Distribution
- Mary Astor : Sally Montgomery
- Lloyd Hughes : Hayden Eaton
- Hallam Cooley : Ambrose Munn
- Myrtle Stedman : Mrs. Montgomery
- Virginia Lee Corbin : Virginia Dare
- Jed Prouty : Oncle Edgar
- Russ Powell : Cannibal Chief

## Statut du film
En 2018 une copie nitrate du film est connue, archivée au British Film Institute, ayant besoin d'être restaurée,.

## NOtes et références
1. ↑  "'No Place to Go' -- with Mary Astor and Lloyd Hughes". Harrison's Reports. November 5, 1927. p. 179
2. 1 2  Lussier, Tim (October 18, 2018). 'Bare Knees' Flapper: The Life and Films of Virginia Lee Corbin. McFarland. p. 142.  (ISBN 978-1-4766-7568-8).
3. ↑  https://catalog.afi.com/Film/11001-NO-PLACETOGO
4. ↑  The Library of Congress American Silent Feature Film Survival Database: No Place to Go